# Lispoides propinqua
Lispoides propinqua är en tvåvingeart som först beskrevs av Stein 1911.  Lispoides propinqua ingår i släktet Lispoides och familjen husflugor.
Artens utbredningsområde är Peru. Inga underarter finns listade i Catalogue of Life.